# Curvibacter gracilis
Curvibacter gracilis es una especie de  bacteria gramnegativa del género Curvibacter. Fue descrita en el año 2004, es la especie tipo. Su etimología hace referencia a delgado. Es aerobia. Tiene forma de bacilo curvado, con un tamaño de 0,4-0,5 μm de ancho por 1,1-2,8 μm de largo. Temperatura óptima de crecimiento de 30 °C. Se ha aislado de agua de un pozo. 